# 郭文秋
郭文秋（1935年4月14日—2020年3月21日），女，河北冀县人，中国河南坠子表演艺术家，中国曲艺家协会常务理事，济南市曲艺团原团长、一级演员。2008年牡丹奖终身成就奖得主。